# Данилкино (Волзький район)
Дани́лкино (рос. Данилкино, марій. Кокласола) — присілок у складі Волзького району Марій Ел, Росія. Входить до складу Пет'яльського сільського поселення.

## Населення
Населення — 97 осіб (2010; 126 у 2002).
Національний склад (станом на 2002 рік):
- марі — 98 %